# Leptothorax stipaceus
Leptothorax stipaceus är en myrart som beskrevs av Mikhail Dmitrievich Ruzsky 1905. Leptothorax stipaceus ingår i släktet smalmyror, och familjen myror. Inga underarter finns listade i Catalogue of Life.